# Brihtheah
Brihtheah ou Beorhtheah est un évêque anglo-saxon mort le 20 décembre 1038.
Issu d'une riche famille du Worcestershire, il occupe le poste d'abbé du monastère de Pershore avant d'être élu évêque, en 1033.
Son neveu Cyneweard de Laughern (en) est l'un des principaux propriétaires terriens d'Angleterre au moment de la conquête normande, en 1066.